# Malmörörelsen
Malmörörelsen, också känd som den Europeiska Sociala Rörelsen (ESB), grundades i Malmö 1951 på initiativ av Per Engdahl för att fungera som ett paneuropeiskt nätverk och samarbetsorgan för korporativistiska ytterlighetsriktningar. Det var det första fascistiska och korporativistiska försöket att, efter det förlorade världskriget, åter bygga upp en internationell organisation. Malmö blev centrum för organisationen, och rörelsens expedition förlades dit. Organisationens syfte var enligt Engdahl att "arbeta konspirativt" och med "hemliga understödspunkter" och informationskanaler. Nätverket kom också att gång på gång byta namn och organisationsform.[källa behövs]

## Historia
Organisationen grundades vid en konferens organiserad av Per Engdahl i samband med Nysvenska rörelsens kongress den 12-14 maj 1951. Konferensens deltagare representerade resterna av den europeiska nazismen och fascismen från länder som Italien, Storbritannien, Spanien, Frankrike, Portugal, Belgien och Nederländerna. Ett 20-tal tyska delegater hade förvägrats inresa, men Fitz Rössler från Socialistiska rikspartiet och Karl-Heinz Priester från Tysksociala rörelsen lyckades ta sig över gränsen och medverka. Bland de övriga deltagarna märktes Oswald Mosley. Antalet deltagare på mötet har uppgivits till mellan ett 60-tal och ett 100-tal. Vid mötet beslutade man också att ge ut en månadstidning vid namn Nation Europa.
Nätverket präglades från starten av splittringar mellan de som ville fortsätta i NSDAP:s retoriska fotspår och de som förespråkade en omstöpt version av fascismen med mer nedtonade antisemitiska element. 1954 skedde under ledning av René Binet en utbrytning ur rörelsen av personer från Schweiz, Frankrike och Tyskland som efterlyst ett tydligare raspolitiskt och antisemitiskt program. SÄPO konstaterade 1960 att den antisemitiska propaganda som då spreds från Malmö inte hade sitt ursprung i Malmörörelsen/Nysvenska rörelsen.
ESB:s verksamhet avstannade mot slutet av 1950-talet, men ännu 1958 deltog ett 20-tal utländska delegater vid den årliga kongressen i Malmö. Även om Per Engdahls roll fortsättningsvis blev mindre central i de olika organisationer som avlöste den, så förblev han till sin död 1994 en viktig kontaktlänk mellan utländska och inhemska fascister. Rörelsens tidning Nation Europa gavs fortsatt ut fram till 2009.

## Anslutna grupper (urval)
- Movimento Sociale Italiano (Italien)
- Tysksociala rörelsen (Tyskland)
- Österrikiska sociala rörelsen (Österrike)
- Comité coordination de forces nationales françaises (Frankrike)
- Union Movement (Storbritannien)
- Vlaams Blok (Belgien)
- Nysvenska rörelsen (Sverige)
- Danmarks reformbevægelse (Danmark)